# Банассак-Каніяк
Банассак-Каніяк (фр. Banassac-Canilhac) — муніципалітет у Франції, у регіоні Окситанія, департамент Лозер. Банассак-Каніяк утворено 1 січня 2016 року шляхом злиття муніципалітетів Банассак i Каніяк. Адміністративним центром муніципалітету є Банассак. Населення — 1072 особи (01.01.2021).